# Col de Suscousse
Le col de Suscousse ou Garateko lepoa est un col de montagne situé à l'est de Sainte-Engrâce entre la Haute-Soule et la vallée de Barétous. Il offre un accès au col de la Pierre Saint-Martin depuis la Soule.

## Toponymie
Garrateko lepoa signifie en basque « col de la porte haute ».
Suscousse désigne littéralement le col situé au-dessus du plateau de Chousse.

## Géographie

### Topographie
Le col est adossé au soum de Soudet (1 542 m).
Le col de Suscousse est un col pédestre entre la vallée de Haute-Soule et la vallée du Vert d'Arette (vallée de Barétous). Seule la direction vers la vallée de Haute-Soule est goudronnée. En 2015, ce n'est donc pas strictement un col routier. Dans la direction de la ligne de crête, deux routes permettent de rejoindre la vallée du Vert de Barlanès au nord et l'Espagne au sud. Avec trois routes au départ du col de Suscousse, il s'agit donc d'un croisement mais point d'un col routier.